# Teloblastie

Präanale Sprossungszone bei einer Larve

Mit Teloblastie (griech. τέλος = Ziel, Ende; βλαστος  =  Keim, Spross) bzw. teloblastischer Segmentbildung wird in der Zoologie ein Entwicklungsvorgang bezeichnet, bei dem von einer Sprossungszone ausgehend, von hinten nach vorne die Bildung neuer Segmente (Metameren) erfolgt. Diese Zone wird präanale Sprossungszone genannt. Durch wiederholte Teilungen von endständigen Stammzellen, den Teloblasten, können an dieser Stelle sowohl Ektoderm als auch Mesoderm (Coelom) gebildet werden.
Die Teloblastie ist charakteristisch für die Entwicklung aller Articulata. Bei der Trochophora-Larve der Articulata entwickelt sich diese Wachstumszone zwischen Episphäre und Hyposphäre. Aus der Episphäre wird später das Prostomium das dem Acron der Gliederfüßerentspricht, aus der Hyposphäre der Larve entwickelt sich das Pygidium, dem Telson der Gliederfüßer entsprechend, beide ohne Coelomräume. Durch die Sprossungszone vor dem Pygidium werden neue Segmente gebildet, die paarige Coelomräume („Coelomsäckchen“) enthalten. Die homonome Segmentierung beispielsweise der Ringelwürmer ist das Ergebnis der Teloblastie.
In der Sprossungszone vor dem Pygidium werden pluripotente Zellen gebildet, die zunächst aggregieren, in der weiteren Genese auseinanderweichen und so die neuen Segmente bilden mit den paarigen Coelomräumen („Coelomsäckchen“). Die annähernd homonome Segmentierung beispielsweise der Ringelwürmer ist das Ergebnis der Teloblastie.